# Phare de Skokholm
Le phare de SKokholm se situe sur la petite île de Skokholm (également connu sous le nom Ynys Scogholm en gallois), au sud-ouest des côtes du comté de Pembrokeshire, au Pays de Galles.
Ce phare est géré par le Trinity House Lighthouse Service à Londres, l'organisation de l'aide maritime des côtes du Pays de Galles.

## Histoire
L'île inhabitée de Skokholm, site d'intérêt scientifique particulier, est la propriété de la Wildlife Trust of South and West Wales (en) qui en assure aussi la gestion. Le site est le premier observatoire d'oiseaux du Royaume-Uni où une grande variété d'oiseaux peut y être trouvé et observé.
Le phare actuel a été construit en plusieurs années jusqu'en 1915 et a été officiellement ouvert en 1916. En formant un triangle de signalisation avec le phare de South Bishop et le phare des Smalls, il marque entrant l'entrée et la sortie de la ville de Milford Haven et du canal de Bristol. Sa lumière est visible jusqu'à 20 milles (32 km).
La construction du phare actuel n'a été autorisée qu'après la réalisation d'une nouvelle jetée sur lîle. Cela a permis le débarquement des matériaux de construction, qui ont ensuite été déplacés vers le site en utilisant un chemin de fer à voie étroite, initialement alimenté par un âne, puis un poney, et enfin un tracteur. Une fois opérationnel, le phare a été ravitaillé par le bateau venant de Holyhead.
Automatisé en 1983, il est maintenant contrôlé à partir du centre de contrôle des opérations de Trinity House à Harwich dans l'Essex.

### Lien connexe
- Liste des phares du Pays de Galles